# Stazione di Firenze Rovezzano
Stazione di Firenze Rovezzano vasútállomás Olaszországban, Firenze Rovezzano városrészében.

## Vasútvonalak
Az állomást az alábbi vasútvonalak érintik:
- Firenze–Róma-vasútvonal
- Firenze–Róma nagysebességű vasútvonal

## Kapcsolódó állomások
A vasútállomáshoz az alábbi állomások vannak a legközelebb:
- Stazione di Firenze Campo di Marte
- Stazione di Compiobbi